# Vienne-en-Bessin
Vienne-en-Bessin és un municipi francès situat al departament de Calvados i a la regió de Normandia. L'any 2007 tenia 261 habitants.

## Demografia

### Població
El 2007 la població de fet de Vienne-en-Bessin era de 261 persones. Hi havia 97 famílies de les quals 8 eren unipersonals (8 dones vivint soles i 8 dones vivint soles), 34 parelles sense fills, 51 parelles amb fills i 4 famílies monoparentals amb fills.
La població ha evolucionat segons el següent gràfic:
Habitants censats

### Habitatges
El 2007 hi havia 106 habitatges, 93 eren l'habitatge principal de la família, 9 eren segones residències i 3 estaven desocupats. 103 eren cases i 3 eren apartaments. Dels 93 habitatges principals, 77 estaven ocupats pels seus propietaris, 15 estaven llogats i ocupats pels llogaters i 1 estava cedit a títol gratuït; 1 tenia una cambra, 1 en tenia dues, 11 en tenien tres, 15 en tenien quatre i 66 en tenien cinc o més. 85 habitatges disposaven pel capbaix d'una plaça de pàrquing. A 21 habitatges hi havia un automòbil i a 68 n'hi havia dos o més.

### Piràmide de població
La piràmide de població per edats i sexe el 2009 era:
| Homes | Edats   | Dones |
| ----- | ------- | ----- |
| 0     | 95 o +  | 0     |
| 0     | 90 a 94 | 0     |
| 0     | 85 a 89 | 0     |
| 0     | 80 a 84 | 4     |
| 0     | 75 a 79 | 4     |
| 8     | 70 a 74 | 4     |
| 4     | 65 a 69 | 4     |
| 4     | 60 a 64 | 4     |
| 8     | 55 a 59 | 4     |
| 4     | 50 a 54 | 16    |
| 8     | 45 a 49 | 0     |
| 12    | 40 a 44 | 4     |
| 8     | 35 a 39 | 12    |
| 4     | 30 a 34 | 8     |
| 8     | 25 a 29 | 16    |
| 0     | 20 a 24 | 4     |
| 8     | 15 a 19 | 4     |
| 8     | 10 a 14 | 28    |
| 12    | 5 a 9   | 4     |
| 8     | 0 a 4   | 4     |

## Economia
El 2007 la població en edat de treballar era de 175 persones, 134 eren actives i 41 eren inactives. De les 134 persones actives 125 estaven ocupades (64 homes i 61 dones) i 8 estaven aturades (3 homes i 5 dones). De les 41 persones inactives 12 estaven jubilades, 23 estaven estudiant i 6 estaven classificades com a «altres inactius».

### Ingressos
El 2009 a Vienne-en-Bessin hi havia 101 unitats fiscals que integraven 295 persones, la mediana anual d'ingressos fiscals per persona era de 18.905 €.

### Activitats econòmiques
Dels 10 establiments que hi havia el 2007, 5 eren d'empreses de construcció, 2 d'empreses de comerç i reparació d'automòbils, 1 d'una empresa d'hostatgeria i restauració, 1 d'una empresa financera i 1 d'una empresa de serveis.
Dels 5 establiments de servei als particulars que hi havia el 2009, 1 era un paleta, 2 lampisteries i 2 electricistes.
L'any 2000 a Vienne-en-Bessin hi havia 9 explotacions agrícoles que ocupaven un total de 300 hectàrees.

## Equipaments sanitaris i escolars
El 2009 hi havia una escola elemental integrada dins d'un grup escolar amb les comunes properes formant una escola dispersa.

## Poblacions més properes
El següent diagrama mostra les poblacions més properes.